# Ryu Jin
Ryu Jin nació el 16 de noviembre de,1972 es un actor surcoreano.

## Filmografía

### Televisión
| Año     | Título                         | Rol                      | Red       | Ref.        |
| ------- | ------------------------------ | ------------------------ | --------- | ----------- |
| 1998    | Romance                        | Choi Seung Joon          | SBS       |             |
| 1999    | Amor en 3 colores              | Han Jae-hyuk             | KBS2      |             |
| 1999    | Rising Sun, Rising Moon        | Choi Ji Hoon             | KBS1      |             |
| 2000    | Not Anyone Can Love            |                          | MBC       |             |
| 2000    | El amor es Ella                | Kang In Tae              | MBC       |             |
| 2000    | Air Force                      | Jung Hyung Woo           | MBC       |             |
| 2001    | Stock Flower                   | Kim Seung Jo             | KBS2      |             |
| 2001    | Corazón Puro                   | Lee Chan Suk             | KBS2      |             |
| 2002    | ¿Quién es mi amor?             | Kim Hyun Sik             | KBS2      |             |
| 2002    | Trio                           | Park Jun-ki              | MBC       |             |
| 2003    | Perfume de verano              | Park Jung-jae            | KBS2      |             |
| 2004    | War of the Roses               | Lee Jae Ha               | MBC       |             |
| 2004    | Oh! Pil-seung, Bong Soon-young | Yoon Jae-woong           | KBS2      |             |
| 2005    | Three Leaf Clover              | Ryu Se Hyung             | SBS       | [ 1 ]       |
| 2005    | Ballad of Seodong              | Sataek Giru / Kim Do-ham | SBS       |             |
| 2006    | Love Truly                     | Jang Joon-won            | MBC       |             |
| 2007    | Capital Scandal                | Lee Soo-hyun             | KBS2      |             |
| 2008    | Mom's Dead Upset               | Lee Jong-won             | KBS2      |             |
| 2008    | Formidable Rivals              | cameo                    | KBS2      |             |
| 2008    | General Hospital 2             | Baek Hyun Woo            | MBC       | [ 2 ]       |
| 2009    | Te amaré por siempre           | Baek Sae-hoon            | SBS       |             |
| 2010    | Secret Agent Miss Oh           | Han Do-Hoon              | KBS2      | [ 3 ]       |
| 2011    | Belleza Juvenil                | Ji Seung-il              | KBS2      | [ 4 ]       |
| 2011    | 1000 besos                     | Jang Woo-jin             | MBC       |             |
| 2012    | Standby                        | Ryu Jin-haeng            | MBC       | [ 5 ] [ 6 ] |
| 2012    | Into the Flames                | Shin Dae-chul            | TV Chosun |             |
| 2013-14 | El primer ministro y yo        | Park Joon-ki             | KBS2      |             |
| 2014-15 | Run, Jang-mi                   | Jang Joon-hyuk           | SBS       |             |
| 2020-21 | Homemade Love Story            | Prof. Son Jeong-hoo      | KBS2      | [ 7 ]       |
| 2021    | Be My Dream Family             | Geum Sang-baek           | KBS1      |             |
| 2022    | Again My Life                  | Heo Jae-geun             | SBS       |             |
| 2023    | The Real Has Come!             | Kang Dae-sang            | KBS2      | [ 8 ] [ 9 ] |

### Película
- The Elephant on the Bike (2007)
- Dead Friend (2004)
- Deep Sorrow (1997)

### Espectáculo de variedad
- Dad! Where Are We Going? Season 2 (MBC, 2014)[10]

## Premios
- 2021 KBS Drama Awards: Premios Excellence Award, Actor in a Daily Drama (Be My Dream Family)[11]
- 2012 MBC Enternainment Awards: Premio de Popularidad en una Comedia/Comedia (en Espera)
- 2001 KBS Drama Awards: Premio de Popularidad (Stock of flower)
- 1999 KBS Drama Awards: Mejor Nuevo Actor, Fotogénico
- 1998 SBS Drama Awards: Mejor Nuevo Actor (Romance)